# 中国当代艺术

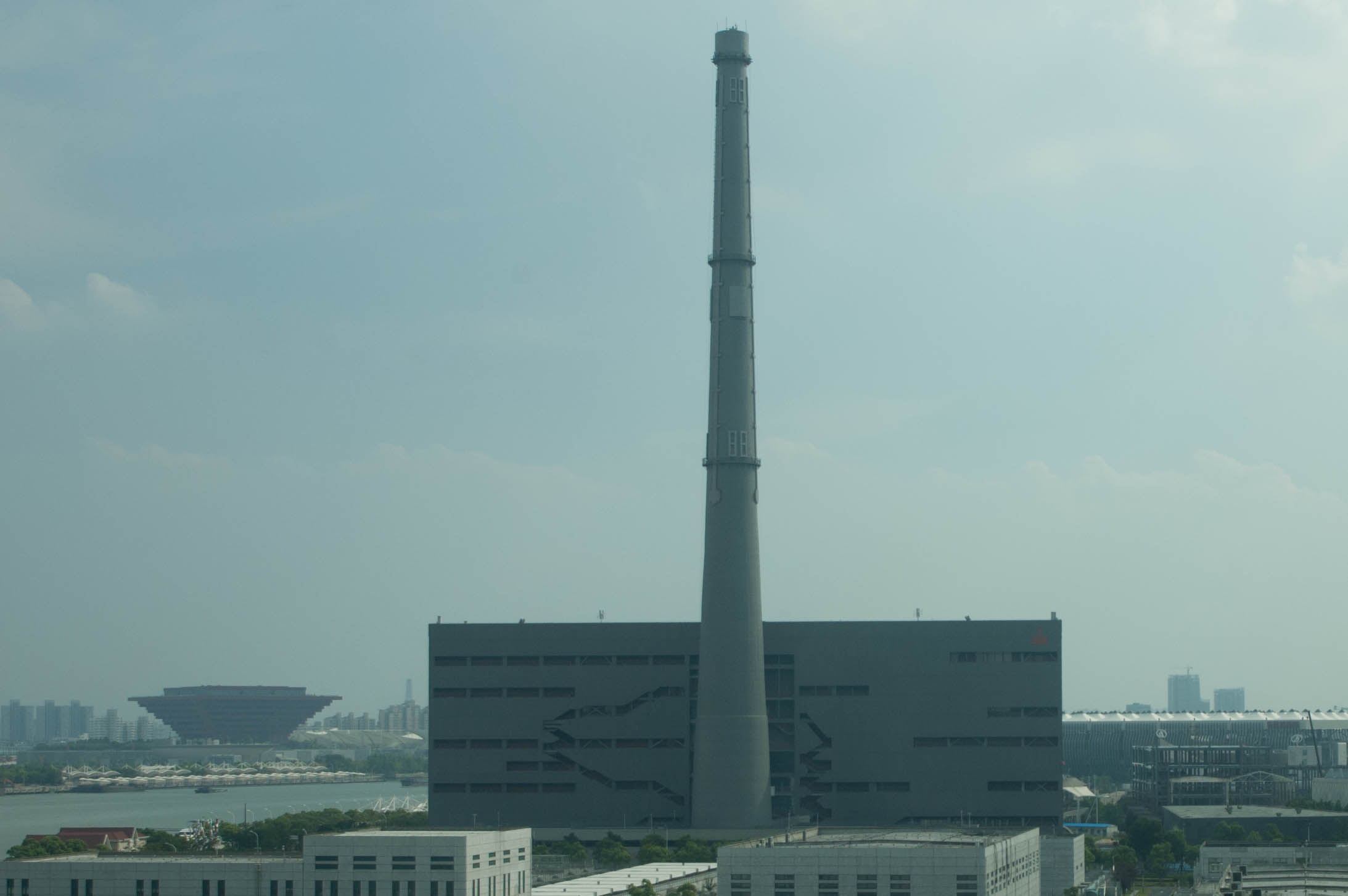
上海当代艺术博物馆

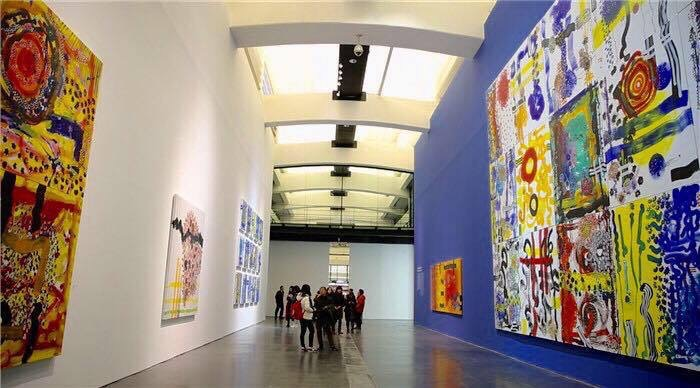
北京尤伦斯当代艺术中心

中国当代艺术作为一支独立的、特指的力量登上历史舞台是从1980年代“新启蒙运动”期间开始，其中1985年出现的由青年艺术家主导的“85新潮”被视为中国当代艺术诞生的标志。早期的中国当代艺术是一股代表反叛、独立、地下的民间力量以区别于作为政府工具的中国美术家协会体系。21世纪起，由于大量国际资本的注入和作为中国形象的代表，中国当代艺术在国际上获得瞩目。

## 历史沿革

### 20世纪80年代
- 20世纪80年代初期，美术运动是以北京的“无名画会”、“星星画会”，上海的“草草社”、重庆的“野草画会”等民间美术团体的活动为代表的。经历过文化大革命后，这一时期的美术运动表现为对历史的反思、对人道主义的渴求，并已开始具有前卫艺术所具有的文化批判性特征。[9][10][11]
- 20世纪80年代中期，“85新潮”或“85新潮美术运动”或称是对上一个阶段的继续，“85新潮”是中国20世纪艺术史上最重要的艺术运动之一，被视为标志着中国当代艺术的诞生[1][2][4][5][12]。这场运动几乎完全以西方各种现代主义理论与实践为思想准备和视觉参照，以地区性、民间性艺术群体为社会组织方式，在中国广大地区全方位、前所未有地发动了一场现代主义的艺术运动。具有一定组织规模、理论主张和延续性的艺术群体有“厦门达达”、“北方艺术群体”、“新野性画派”（徐州）、“池社”（杭州）、“红色·旅”（南京）、“南方艺术沙龙”（广州）、“部落·部落”（武汉）、“西南艺术研究群体”[4][13]。
- 20世纪80年代末期，1989年2月在中国美术馆的“中国现代艺术展”是中国当代艺术的一个重要事件，展览主题是“不准调头”，这一展览是对20世纪80年代中国前卫艺术、85新潮美术的总结[2][8][13][14]。期间发生了肖鲁的“枪击事件”、“匿名信事件”两次停展事件，加上1989年“六四事件”等一系列政治事件之后，中国当代艺术进入了一个低沉期，在“六四事件”之后的数年间，乃至整个1990年代，新潮美术都处在一个“地下”或“半地下”的状态[5][15][16]。

### 20世纪90年代
- 1993年前后，北京东村行为艺术群体开始形成。这个群体主要由一批年轻的艺术家组成，他们在北京郊区的一个村落——东村聚集，这里逐渐成为他们的创作和生活基地。[17]1990年代中期该群体开始引起更广泛的关注，艺术家们通过各种实验性质的作品，探索不同的艺术表达方式。

### 2000年以来
- 2004年春，艾轩、杨飞云和王沂东创立了北京写实画派。同年10月他们在中国美术馆举办首次展览，参展艺术家包括刘孔喜、龙立友、李贵君等共13人。2005年，陈逸飞等艺术家的加入以及对团体名称的建议，促使该流派更名为中国写实画派，并将成员扩展至30人，包括陈衍宁、何多苓、忻东旺、庞茂琨、冷军、王少伦等人。[18]

## 代表人物
- 黄永砯
- 蔡国强
- 徐冰
- 谷文达
- 艾未未
- 方力均
- 刘小东
- 岳敏君
- 冷军
- 隋建国
- 傅文俊
- 周春芽
- 王广义
- 张晓刚
- 张隆[19]
- 童红生
- 盛奇
- 赵半狄
- 陆扬

## 艺术机构

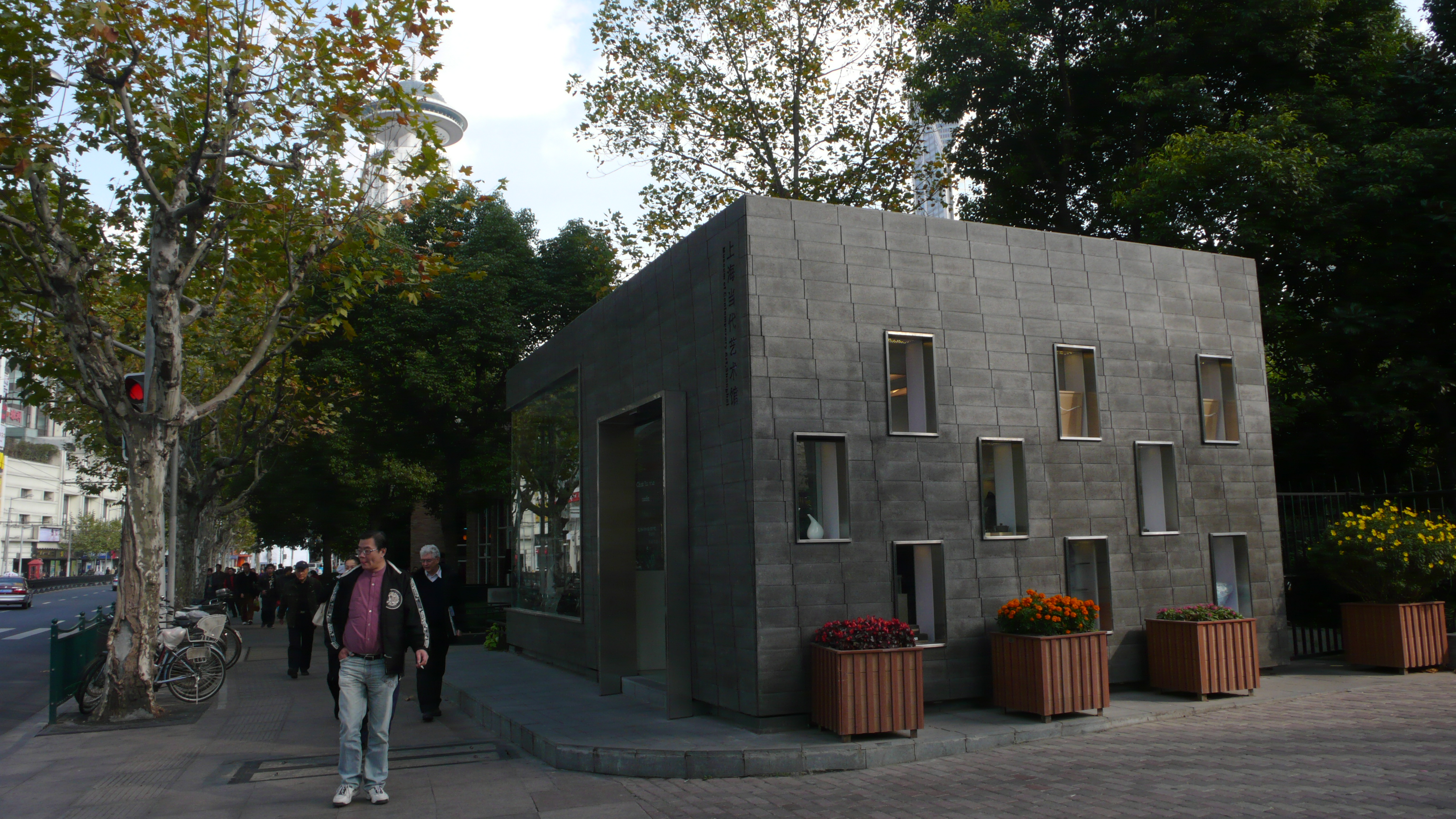
2012年建立的上海当代艺术馆，是中国第一家国有当代艺术馆，是中国大陆为数不多的专门展出当代艺术的公立机构之一。

### 艺术馆
- 798艺术区
- 中国美术馆
- 上海当代艺术馆
- 上海当代艺术博物馆
- 广东美术馆
- 深圳市当代艺术与城市规划馆
- M50创意园
- 尤伦斯当代艺术中心
- M+

### 私人画廊
1991年，澳大利亚籍人士Brian Wallace（布朗）在北京东便门角楼开设了“红门画廊”（Red Gate Gallery），被认为是中国第一家专门经营中国当代艺术的外资私人画廊。同时期还有李景汉开设的“四合苑画廊“（Courtyart Gallery），1996年，瑞士人劳伦斯·何浦林（Lorenz Helbling）在上海开设的“香格纳画廊“ （Shanghart Gallery）。